# 台灣宗教學校列表
本文列出臺灣的宗教學校，以依照中華民國教育部規範學制而設置的學校為主：

## 天主教

### 基隆市
| # | 學校名稱         | 學校地址                     | 網址                                              | 備註 |
| 1 | 輔大聖心國民小學 | [203]基隆市中山區西定路166號 | http://www.shes.kl.edu.tw/ （页面存档备份，存于） |      |
| 2 | 輔大聖心高級中學 | [203]基隆市中山區西定路166號 | http://www.shsh.kl.edu.tw/（页面存档备份，存于）  |      |

### 臺北市
| # | 學校名稱                   | 學校地址                         | 網址                                                                   | 備註 |
| 1 | 臺北市私立靜修高級中學     | [103]臺北市大同區寧夏路59號      | http://www.bish.tp.edu.tw/（页面存档备份，存于）                       |      |
| 2 | 臺北市私立光仁小學         | [108]臺北市萬華區萬大路423巷15號 | http://www.kjes.tp.edu.tw/（页面存档备份，存于）                       |      |
| 3 | 臺北市私立方濟高級中學     | [114]臺北市內湖區成功路三段61號  | https://web.archive.org/web/20080212035626/http://www.sfh.tp.edu.tw/   |      |
| 4 | 臺北市私立文德女子高級中學 | [114]臺北市內湖區成功路三段70號  | http://www.sfgsh.tp.edu.tw/（页面存档备份，存于）                      |      |
| 5 | 臺北市私立達人女子高級中學 | [114]臺北市內湖區內湖路二段314號 | https://web.archive.org/web/20080205064636/http://www.trgsh.tp.edu.tw/ |      |

### 新北市
| # | 學校名稱                          | 學校地址                             | 網址                                                                     | 備註 |
| 1 | 新北市私立光仁高級中學            | [220]新北市板橋區中山路二段255巷18號 | http://www.kjsh.ntpc.edu.tw/（页面存档备份，存于）                       |      |
| 2 | 耕莘健康管理專科學校 （新店校區） | [231]新北市新店區民族路112號         | http://www.ctcn.edu.tw/（页面存档备份，存于）                            |      |
| 3 | 新北市私立崇光女子高級中學        | [231]新北市新店區三民路18號          | https://web.archive.org/web/20110924051549/http://www.ckgsh.ntpc.edu.tw/ |      |
| 4 | 新北市私立恆毅高級中學            | [242]新北市新莊區中正路108號         | http://www.hchs.ntpc.edu.tw/（页面存档备份，存于）                       |      |
| 5 | 天主教輔仁大學                    | [242]新北市新莊區中正路510號         | http://www.fju.edu.tw/（页面存档备份，存于）                             |      |
| 6 | 輔仁聖博敏神學院                  | [242]新北市新莊區中正路514巷103號    | http://www.catholic.org.tw/theology/college-utf8/ （页面存档备份，存于） |      |
| 7 | 新北市私立徐匯高級中學            | [247]新北市蘆洲區中山一路1號         | https://web.archive.org/web/20110923154054/http://www.sish.ntpc.edu.tw/  |      |
| 8 | 新北市私立聖心女子高級中學        | [249]新北市八里區龍米路一段263號     | http://www.ctcn.edu.tw/（页面存档备份，存于）                            |      |
| 9 | 新北市私立聖心國民小學            | [249]新北市八里區龍米路一段261號     | http://www.lshes.ntpc.edu.tw （页面存档备份，存于）                      |      |

### 桃園市
| # | 學校名稱               | 學校地址                     | 網址                                              | 備註 |
| 1 | 桃園市私立振聲高級中學 | [330]桃園市桃園區復興路439號 | http://www.fxsh.tyc.edu.tw/（页面存档备份，存于） |      |
| 2 | 桃園市私立光啟高級中學 | [333]桃園市龜山區自由街40號  | http://www.phsh.tyc.edu.tw/（页面存档备份，存于） |      |

### 新竹市
| # | 學校名稱                   | 學校地址                   | 網址                                                                  | 備註 |
| 1 | 新竹市私立曙光國民小學     | [300]新竹市東區北大路70號  | http://www.sgps.hc.edu.tw/（页面存档备份，存于）                      |      |
| 2 | 新竹市私立曙光女子高級中學 | [300]新竹市東區北大路61號  | https://web.archive.org/web/20080113183318/http://www.sggs.hc.edu.tw/ |      |
| 3 | 新竹市私立磐石高級中學     | [300]新竹市東區西大路683號 | http://www.sphs.hc.edu.tw/（页面存档备份，存于）                      |      |

### 新竹縣
| # | 學校名稱                       | 學校地址                         | 網址                                                | 備註 |
| 1 | 新竹縣私立內思高級工業職業學校 | [305]新竹縣新埔鎮楊新路一段40號  | http://www.savs.hcc.edu.tw/（页面存档备份，存于）   |      |
| 2 | 新竹縣私立上智國民小學         | [310]新竹縣竹東鎮東寧路三段205號 | http://www.scps2.hcc.edu.tw/ （页面存档备份，存于） |      |

### 臺中市
| # | 學校名稱                   | 學校地址                           | 網址                                                             | 備註 |
| 1 | 臺中市私立曉明女子高級中學 | [404]臺中市北區大雅路452號         | http://www.smgsh.tc.edu.tw/（页面存档备份，存于）                |      |
| 2 | 臺中市私立育仁國民小學     | [404]臺中市北區雙十路二段50號      | http://www.yjes.tc.edu.tw/（页面存档备份，存于）                 |      |
| 3 | 臺中市私立衛道高級中學     | [406]臺中市北屯區四平路161號       | http://www.vtsh.tc.edu.tw/（页面存档备份，存于）                 |      |
| 4 | 靜宜大學                   | [433]臺中市沙鹿區臺灣大道七段200號 | https://web.archive.org/web/20070811183914/http://www.pu.edu.tw/ |      |

### 彰化縣
| # | 學校名稱               | 學校地址                        | 網址                                                                   | 備註 |
| 4 | 彰化縣私立文興高級中學 | [520]彰化縣田中鎮員集路三段93號 | https://web.archive.org/web/20070928200212/http://www.hshs.chc.edu.tw/ |      |

### 雲林縣
| # | 學校名稱               | 學校地址                     | 網址                                                                   | 備註 |
| 1 | 雲林縣私立永年高級中學 | [633]雲林縣土庫鎮建國路13號  | https://web.archive.org/web/20070909123748/http://www.ynhs.ylc.edu.tw/ |      |
| 2 | 雲林縣私立正心高級中學 | [640]雲林縣斗六市正心路1號   | http://www.shsh.ylc.edu.tw/（页面存档备份，存于）                      |      |
| 3 | 雲林縣私立文生高級中學 | [654]雲林縣四湖鄉中正路509號 | https://web.archive.org/web/20070918233621/http://www.svsh.ylc.edu.tw/ |      |

### 嘉義市
| # | 學校名稱                          | 學校地址                     | 網址                                                                  | 備註 |
| 1 | 嘉義市私立宏仁女子高級中學        | [600]嘉義市東區忠孝路667號   | https://web.archive.org/web/20070930075949/http://www.hjgs.cy.edu.tw/ |      |
| 2 | 嘉義市私立輔仁高級中學            | [600]嘉義市東區吳鳳南路270號 | http://www.fjsh.cy.edu.tw/ （页面存档备份，存于）                     |      |
| 3 | 嘉義市私立立仁高級中學            | [600]嘉義市東區立仁路235號   | http://www.ligvs.cy.edu.tw/（页面存档备份，存于）                     |      |
| 4 | 崇仁醫護管理專科學校 （嘉義校區） | [600]嘉義市東區紅毛埤217號   | http://www.cjc.edu.tw/ （页面存档备份，存于）                         |      |

### 嘉義縣
| # | 學校名稱                          | 學校地址                           | 網址                                          | 備註 |
| 1 | 崇仁醫護管理專科學校 （大林校區） | [622]嘉義縣大林鎮湖北里大湖1之10號 | http://www.cjc.edu.tw/ （页面存档备份，存于） |      |

### 臺南市
| # | 學校名稱                       | 學校地址                      | 網址                                                                   | 備註 |
| 1 | 臺南市私立德光高級中學         | [701]臺南市東區德光街106號    | https://web.archive.org/web/20091215230422/http://www.tkgsh.tn.edu.tw/ |      |
| 2 | 臺南市私立慈幼高級工商職業學校 | [701]臺南市東區裕農路801號    | http://www.ssvs.tn.edu.tw/（页面存档备份，存于）                       |      |
| 3 | 臺南市私立聖功女子高級中學     | [704]臺南市北區北園街87巷64號 | https://web.archive.org/web/20060407070650/http://www.skgsh.tn.edu.tw/ |      |
| 4 | 臺南市私立寶仁國民小學         | [704]臺南市北區開南街211巷6號 | http://www.pjps.tn.edu.tw/（页面存档备份，存于）                       |      |
| 5 | 臺南市私立黎明高級中學         | [721]臺南市麻豆區磚井里141號  | https://web.archive.org/web/20080121220440/http://www.lmsh.tnc.edu.tw/ |      |

### 高雄市
| # | 學校名稱               | 學校地址                       | 網址                                                                    | 備註 |
| 1 | 高雄市私立道明高級中學 | [802]高雄市苓雅區建國一路354號 | https://web.archive.org/web/20080222054530/http://www.dmhs.kh.edu.tw/ - |      |
| 2 | 高雄市私立明誠國民小學 | [804]高雄市鼓山區中華一路97號  | http://www.mcsh.kh.edu.tw/（页面存档备份，存于）                        |      |
| 3 | 高雄市私立明誠高級中學 | [804]高雄市鼓山區中華一路97號  | http://www.mcsh.kh.edu.tw/（页面存档备份，存于）                        |      |
| 4 | 文藻外語大學           | [807]高雄市三民區民族一路900號 | https://web.archive.org/web/20120920045119/http://www.wtuc.edu.tw/      |      |

### 宜蘭縣
| # | 學校名稱                          | 學校地址                               | 網址                                                              | 備註 |
| 1 | 聖母醫護管理專科學校              | [266]宜蘭縣三星鄉三星路二段265巷100號  | https://web.archive.org/web/20120218211741/http://www.smc.edu.tw/ |      |
| 2 | 耕莘健康管理專科學校 （宜蘭校區） | [266]宜蘭縣三星鄉尚武村11鄰中興路171號 | http://www.ctcn.edu.tw/（页面存档备份，存于）                     |      |

### 花蓮縣
| # | 學校名稱               | 學校地址                    | 網址                                                                     | 備註 |
| 1 | 花蓮縣私立海星國小     | [970]花蓮縣花蓮市永興路21號 | https://web.archive.org/web/20120816045118/http://www1rcsmps.hlc.edu.tw/ |      |
| 2 | 花蓮縣私立海星高級中學 | [971]花蓮縣新城鄉嘉新路36號 | http://www.smhs.hlc.edu.tw/（页面存档备份，存于）                        |      |

### 臺東縣
| # | 學校名稱                       | 學校地址                         | 網址                                                                    | 備註 |
| 1 | 臺東縣私立公東高級工業職業學校 | [950]臺東縣臺東市中興路一段560號 | https://web.archive.org/web/20071022022047/http://www.ktus.ttct.edu.tw/ |      |

## 基督新教

### 臺北市
| # | 學校名稱                          | 學校地址                         | 網址                                                               | 備註 |
| 1 | 基督教台灣浸會神學院              | [110]臺北市信義區吳興街394巷1號  | http://www.tbts.edu.tw/ （页面存档备份，存于）                     |      |
| 2 | 臺北市私立衛理女子高級中學        | [111]臺北市士林區至善路二段321號 | https://web.archive.org/web/20090122072820/http://wlgsh.tp.edu.tw/ |      |
| 3 | 東吳大學                          | [111]臺北市士林區臨溪街70號      | https://web.archive.org/web/20150627055945/http://www.scu.edu.tw/  |      |
| 4 | 馬偕醫護管理專科學校 （關渡校區） | [112]臺北市北投區聖景路92號      | http://www.mkc.edu.tw/ （页面存档备份，存于）                      |      |
| 5 | 臺北市私立奎山學校                | [112]臺北市北投區明德路200號     | https://archive.today/20121222132345/http://www.ksjh.tp.edu.tw/    |      |

### 新北市
| # | 學校名稱                          | 學校地址                         | 網址                                                                    | 備註 |
| 1 | 新北市私立金陵女子高級中學        | [241]新北市三重區重新路五段656號 | http://www.glghs.ntpc.edu.tw/（页面存档备份，存于）                     |      |
| 2 | 美國基督教効力會基督書院          | [251]新北市淡水區自強路51號      | https://archive.today/20121222033103/http://www.christc.org.tw/         |      |
| 3 | 新北市私立淡江高級中學            | [251]新北市淡水區真理街26號      | https://web.archive.org/web/20120108002506/http://www.tksh.ntpc.edu.tw/ |      |
| 4 | 真理大學                          | [251]新北市淡水區真理街32號      | http://www.au.edu.tw/（页面存档备份，存于）                             |      |
| 5 | 聖約翰科技大學                    | [251]新北市淡水區淡金路四段499號 | https://web.archive.org/web/20190209101859/http://www.sju.edu.tw/       |      |
| 6 | 馬偕醫學院                        | [252]新北市三芝區中正路三段46號  | http://www.mmc.edu.tw/ （页面存档备份，存于）                           |      |
| 7 | 馬偕醫護管理專科學校 （三芝校區） | [252]新北市三芝區中正路三段42號  | http://www.mkc.edu.tw/ （页面存档备份，存于）                           |      |

### 桃園市
| # | 學校名稱 | 學校地址                     | 網址                                          | 備註 |
| 1 | 中原大學 | [320]桃園市中壢區中北路200號 | http://www.cycu.edu.tw/（页面存档备份，存于） |      |

### 臺中市
| # | 學校名稱                           | 學校地址                           | 網址                                            | 備註 |
| 1 | 臺中市私立東海大學附屬實驗高級中學 | [407]臺中市西屯區臺灣大道三段181號 | http://www.hn.thu.edu.tw/（页面存档备份，存于） |      |
| 2 | 東海大學                           | [407]臺中市西屯區臺灣大道三段181號 | http://www.thu.edu.tw/（页面存档备份，存于）    |      |

### 南投縣
| # | 學校名稱               | 學校地址                     | 網址                                               | 備註 |
| 1 | 南投縣私立三育高級中學 | [555] 南投縣魚池鄉瓊文巷39號 | http://www.taa.ntct.edu.tw/ （页面存档备份，存于） |      |

### 嘉義縣
| # | 學校名稱               | 學校地址                        | 網址                                              | 備註 |
| 1 | 嘉義縣私立協同高級中學 | [621]嘉義縣民雄鄉建國路二段31號 | http://www.cmsh.cyc.edu.tw/（页面存档备份，存于） |      |

### 臺南市
| # | 學校名稱                   | 學校地址                         | 網址                                                                   | 備註 |
| 1 | 臺南市私立長榮高級中學     | [701]臺南市東區林森路二段79號    | http://www.cjshs.tn.edu.tw/（页面存档备份，存于）                      |      |
| 2 | 臺南市私立長榮女子高級中學 | [701]臺南市東區長榮路二段135號   | https://web.archive.org/web/20071012023616/http://www.ckgsh.tn.edu.tw/ |      |
| 3 | 長榮大學                   | [711]臺南市歸仁區長榮路一段396號 | http://www.cjcu.edu.tw/（页面存档备份，存于）                          |      |

## 佛教

### 新北市
| # | 學校名稱                           | 學校地址                        | 網址                                                                    | 備註 |
| 1 | 法鼓文理學院                       | [208]新北市金山區西勢湖2-6號    | https://web.archive.org/web/20070629031643/http://www.ddbc.edu.tw/      |      |
| 2 | 華梵大學                           | [223]新北市石碇區華梵路1號      | http://www.hfu.edu.tw/（页面存档备份，存于）                            |      |
| 3 | 新北市私立能仁高級家事商業職業學校 | [231]新北市新店區文中路53巷10號 | https://web.archive.org/web/20120825050616/http://www.nrvs.ntpc.edu.tw/ |      |
| 4 | 新北市私立智光高級商工職業學校     | [234]新北市永和區中正路100號    | http://www.ckvs.ntpc.edu.tw（页面存档备份，存于）                       |      |

### 新竹市
| # | 學校名稱 | 學校地址                    | 網址                                         | 備註 |
| 1 | 玄奘大學 | [300]新竹市香山區玄奘路48號 | http://www.hcu.edu.tw/（页面存档备份，存于） |      |

### 臺中市
| # | 學校名稱               | 學校地址                         | 網址                                                                   | 備註 |
| 1 | 臺中市私立慎齋國民小學 | [406]臺中市北屯區山西路二段270號 | http://www.sces.tc.edu.tw/（页面存档备份，存于）                       |      |
| 2 | 臺中市私立慈明高級中學 | [411]臺中市太平區光德路388號     | https://web.archive.org/web/20120625142448/http://www.tmhs.tcc.edu.tw/ |      |

### 南投縣
| # | 學校名稱                   | 學校地址                           | 網址                                                | 備註 |
| 1 | 南投縣私立普台高級中學     | [545]南投縣埔里鎮中台路5號         | http://www.ptsh.ntct.edu.tw/ （页面存档备份，存于） |      |
| 2 | 南投縣私立普台國民小學     | [545]南投縣埔里鎮中台路3號         | http://www.putai.org/ （页面存档备份，存于）        |      |
| 3 | 南投縣私立弘明實驗高級中學 | [551]南投縣名間鄉東湖村大老巷102號 | http://www.holdmean.org.tw/（页面存档备份，存于）   |      |

### 雲林縣
| # | 學校名稱               | 學校地址                             | 網址                                               | 備註 |
| 1 | 雲林縣私立福智高級中學 | [646]雲林縣古坑鄉麻園村4鄰平和路20號 | http://www.bwsh.ylc.edu.tw/ （页面存档备份，存于） |      |
| 2 | 雲林縣私立福智國民小學 | [646]雲林縣古坑鄉麻園村4鄰平和路21號 |                                                    |      |

### 嘉義縣
| # | 學校名稱 | 學校地址                        | 網址                                                                      | 備註 |
| 1 | 南華大學 | [622]嘉義縣大林鎮南華路一段55號 | https://web.archive.org/web/20120823032635/http://www.nhu.edu.tw/main.htm |      |

### 臺南市
| # | 學校名稱               | 學校地址                       | 網址                                                                  | 備註 |
| 1 | 臺南市私立慈濟高級中學 | [708]臺南市安平區建平五街111號 | https://web.archive.org/web/20090819231645/http://www.tcsh.tn.edu.tw/ |      |

### 高雄市
| # | 學校名稱               | 學校地址                     | 網址                                              | 備註 |
| 1 | 高雄市私立普門高級中學 | [840]高雄市大樹區興田路153號 | http://www.pmsh.khc.edu.tw/（页面存档备份，存于） |      |

### 宜蘭縣
| # | 學校名稱 | 學校地址                           | 網址                                                                   | 備註 |
| 1 | 佛光大學 | [262]宜蘭縣礁溪鄉林美村林尾路160號 | https://web.archive.org/web/20140531124423/http://website.fgu.edu.tw// |      |

### 花蓮縣
| # | 學校名稱                       | 學校地址                         | 網址                                              | 備註 |
| 1 | 花蓮市私立慈濟大學附屬高級中學 | [907]花蓮縣花蓮市介仁街176號     | http://www.tcsh.hlc.edu.tw/（页面存档备份，存于） |      |
| 2 | 慈濟大學                       | [907]花蓮縣花蓮市中央路三段701號 | http://www.tcu.edu.tw/（页面存档备份，存于）      |      |
| 3 | 慈濟科技大學                   | [907]花蓮縣花蓮市建國路二段880號 | https://www.tcust.edu.tw/ （页面存档备份，存于）  |      |

### 臺東縣
| # | 學校名稱                 | 學校地址                            | 網址                                                                  | 備註 |
| 1 | 臺東縣私立均一國民中小學 | [950]臺東縣臺東市中興路2段366巷36號 | https://web.archive.org/web/20120630123633/http://je.boe.ttct.edu.tw/ |      |

## 一貫道

### 屏東縣
| # | 學校名稱               | 學校地址                    | 網址                                               | 備註 |
| 1 | 屏東縣私立崇華雙語小學 | [908]屏東縣長治鄉新興路38號 | http://www.chbes.ptc.edu.tw/（页面存档备份，存于） |      |